# Pierre Canivet
Pierre Henri Canivet, född 22 maj 1890 i Paris, död 25 januari 1982 i Garches i Hauts-de-Seine, var en fransk curlingspelare. Han blev olympisk bronsmedaljör vid olympiska vinterspelen 1924 i Chamonix.